# New Hope Club
 (mars 2018).
New Hope club est un trio anglais. Ils se sont fait connaître [Quand ?] grâce à de nombreuses reprises sur YouTube notamment de The Vamps et des One Direction.

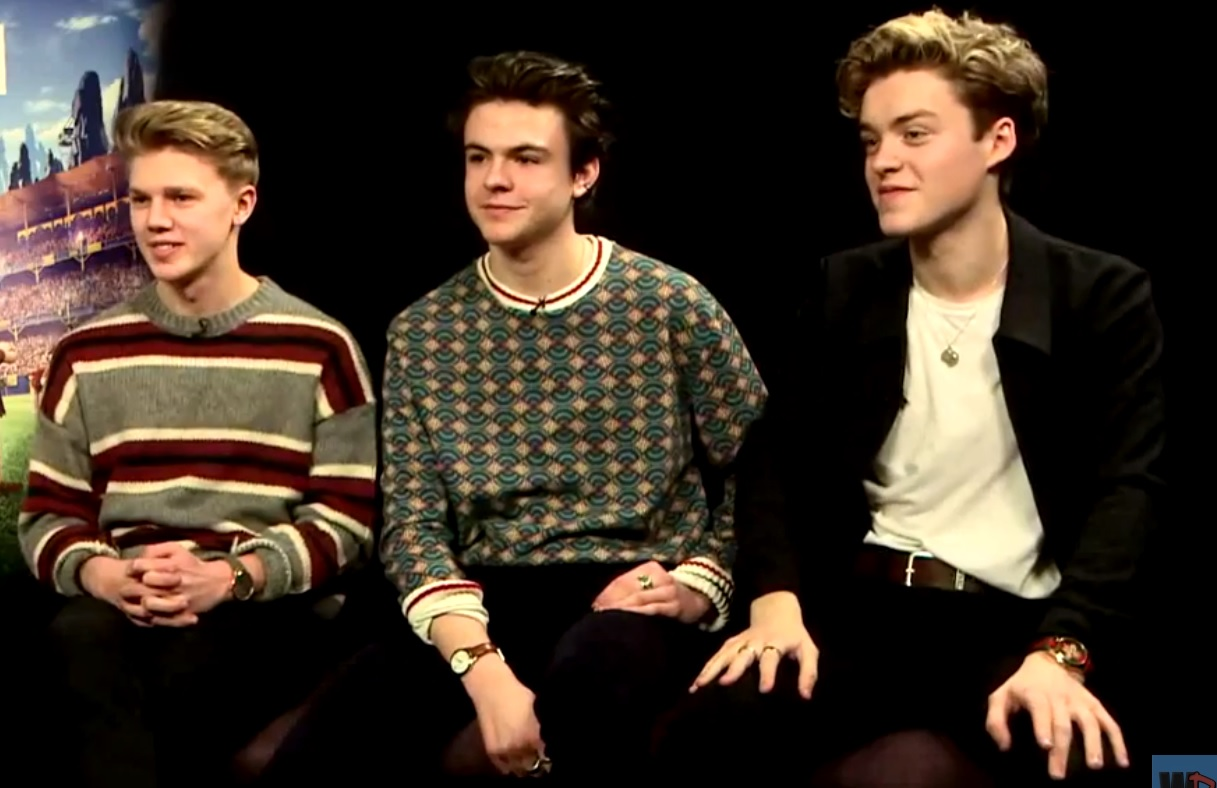
Les membres de New Hope club en 2018.

Il est composé de Reece Bibby , Blake Richardson et George Smith.
Le groupe a été classé no 4 au Billboard en novembre 2017.
Ils ont participé à de nombreuses tournées avec The Vamps et Sabrina Carpenter, HRVY, Jacob Sartorius, TINI ou Maggie Lindemann.
Ils ont récemment[Quand ?] ouvert une boutique de vêtements en ligne.

## Membres du groupe
Le groupe est composé de 3 membres, tous originaires d’Angleterre.
Reece Bibby chante, joue de la guitare, de la basse et du cajon dans certaines covers. Il a fait partie du groupe Stereo Kicks (en) dans l'émission télévisée anglaise X Factor.
Blake Richardson chante et joue de la guitare et du piano.
George Smith chante et joue de la guitare et du piano.

## Discographie
| Titre                                     | Album                                              | Année de sortie |
| ----------------------------------------- | -------------------------------------------------- | --------------- |
| Make Up                                   | Single indépendant                                 | 2017            |
| Fixed                                     | EP : Welcome To The Club                           | 2017            |
| Water                                     | EP : Welcome To The Club                           | 2017            |
| Friend of a Friend                        | EP : Welcome To The Club                           | 2017            |
| Perfume                                   | EP : Welcome To The Club                           | 2017            |
| Fixed (remix par Bradley Simpson)         | Version vendue en Asie de l'EP Welcome To The Club | 2017            |
| Whoever He Is                             | Version vendue en Asie de l'EP Welcome To The Club | 2017            |
| Good Day                                  | Film d'animation Cro-Man                           | 2018            |
| Tiger Feet                                | Film d'animation Cro-Man                           | 2018            |
| Start Over Again                          | Single Indépendant                                 | 2018            |
| Medicine                                  | EP : Welcome To The Clup Part.2                    | 2018            |
| Crazy                                     | EP : Welcome To The Clup Part.2                    | 2018            |
| Karma                                     | EP : Welcome To The Clup Part.2                    | 2018            |
| Let Me Down Slow (Live at the O2)         | EP : Welcome To The Clup Part.2                    | 2018            |
| My Life                                   | Night & Day : Day Edition Extra Tracks             | 2018            |
| Permission                                | Single independant                                 | 2019            |
| Love Again                                | Single indépendant                                 | 2019            |
| Somebody That You Loved ft. Bruno Martini | Single indépendant                                 | 2019            |
| Paycheck ft. ROOKIES                      | Single indépendant                                 | 2019            |
| Know Me Too Well ft. Danna Paola          | Single indépendant                                 | 2019            |